# VélOstan

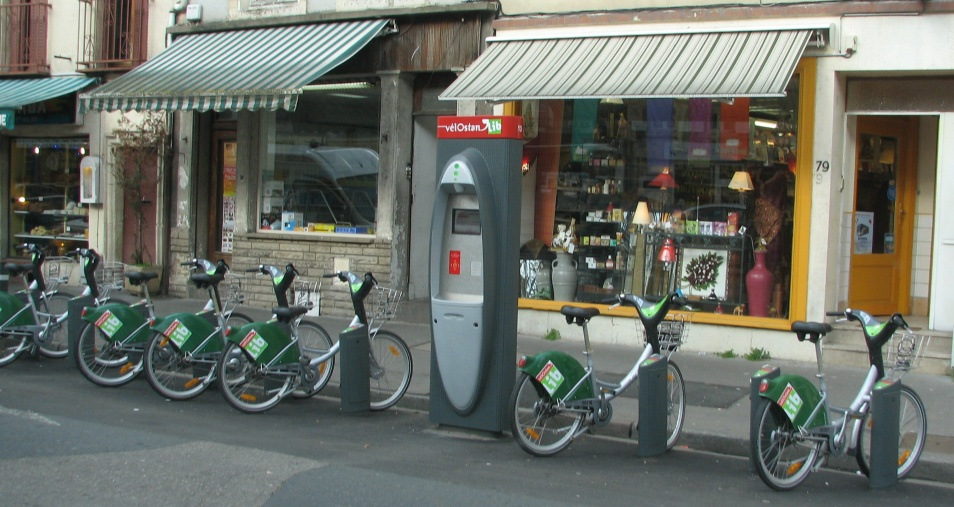
Point de location de vélOstan' lib à Nancy

VélOstan est un service de location de vélos de la Métropole du Grand Nancy, en Lorraine.
Il se compose de deux services de location distincts : vélOstan' boutic, pour la location longue durée de type VTC, service lancé le 14 septembre 2007 et hérité du service Cyclotop, préexistant depuis 1999 et vélOstan' lib, pour la location en libre service. Ce dernier service est géré par le groupe JCDecaux et a été inauguré le 27 septembre 2008.
La société dispose aussi d'un service de consignes collectives télé-surveillées, dénommé vélOstan'park, mis en service à l'été 2011.
Son slogan est « Vous faire la vi(ll)e plus belle ! ».

## VélOstan' boutic

Logo de vélOstan' boutic

L'agglomération possède sept boutiques de location longue durée :
- Gare de Nancy (entrée hall Thiers),
- Nancy-Thermal (43 bis rue du Sergent-Blandan) à côté de la piscine,
- Maison du Vélo (6 rue Claude Charles),
- Mairie de Pulnoy,
- Mairie d'Art-sur-Meurthe.

Deux points locations supplémentaires existent sur le parcours du tramway :
- Parc relais d'Essey-Mouzimpré,
- Parc relais du CHRU de Nancy.

Au total ce sont plus de 500 vélos rouges qui sont mis en location.

## VélOstan' lib

Logo de vélOstan' lib

En juillet 2011, 29 stations de location sont en activité dans Nancy pour un total de 250 vélos et 560 points d'accroche. Le développement prévoit à terme 105 stations et 1 050 vélos. La deuxième phase de déploiement, prévue pour le printemps 2009, est actuellement repoussée à une date inconnue.
Ouvert en septembre 2008, le réseau a été légèrement remanié au printemps 2011. Les stations les moins fréquentées ont été réduites, voire totalement redéployées, afin de permettre la création de nouvelles stations. L'opération s'est soldée par la disparition de trois stations (Mazagran-Poincaré, place Colonel-Fabien et port Saint-Georges-Capitainerie), et par la création de sept stations, à Nancy (Faculté de Lettres, Les Deux Rives, Nancy-Thermal, Haussonville) et dans les communes avoisinantes (place du Vélodrome à Vandœuvre-lès-Nancy, place Gérard-Barrois à Saint-Max et boulevard Baudricourt à Villers-lès-Nancy) . Enfin, en raison des travaux de réaménagement de la place Charles III, la station Marché a été provisoirement déplacée rue Saint-Dizier.
Toutes les stations disposent d'une borne de location. La plupart délivrent les abonnements hebdomadaires (sous forme de tickets magnétiques) pour les usagers occasionnels qui règlent avec leur carte bancaire, mais certaines d'entre elles ne sont ouvertes qu'aux usagers dits longue durée c'est-à-dire abonnés au service ; elles ne sont donc à disposition que des usagers en possession d'une carte sans contact où est chargé leur abonnement (carte vélOstan' lib ou carte de transports SimpliCités bus-tram-train-vélo).
| N° | Nom                              | Localisation | Coordonnées                 | Nbe. points d'attache | CB  |
| -- | -------------------------------- | --- | --------------------------- | --------------------- | --- |
| 1  | Dominicains - Fourrier           | Entrée de l'Hôtel de Ville de Nancy, rue Pierre-Fourrier                                                                                   | 48° 41′ 33″ N, 6° 11′ 00″ E | 35                    | oui |
| 2  | Place de la Carrière             | Place de la Carrière, côté Arc Héré | 48° 41′ 41″ N, 6° 10′ 56″ E | 16                    | oui |
| 3  | Place Dombasle                   | Au centre de la place | 48° 41′ 31″ N, 6° 10′ 43″ E | 38                    | oui |
| 4  | Marché central                   | Déplacée à l'angle des rues Saint-Dizier et Docteur Schmitt, pendant toute la durée des travaux place Charles III (ancienne place Mengin). | 48° 41′ 21″ N, 6° 10′ 57″ E | 20                    | oui |
| 5  | Place Colonel Driant             | Porte Saint-Georges, face au 2 rue Drouin                                                                                                  | 48° 41′ 33″ N, 6° 11′ 17″ E | 16                    | oui |
| 6  | Les Deux Rives                   | rue Émilie du Châtelet | 48° 41′ 44″ N, 6° 11′ 43″ E | ?                     | oui |
| 7  | Place Saint-Epvre                | Parvis basilique Saint-Epvre, rue Pierre-Gringoire                                                                                         | 48° 41′ 47″ N, 6° 10′ 48″ E | 25                    | oui |
| 8  | Cours Léopold - Saint Michel     | Angle de la rue Saint-Michel avec le cours Léopold                                                                                         | 48° 41′ 44″ N, 6° 10′ 36″ E | 20                    | oui |
| 9  | Place Barrois                    | Place Barrois, Saint-Max | 48° 41′ 58″ N, 6° 12′ 17″ E | ??                    | oui |
| 10 | Gare Thiers                      | Gare de Nancy, angle des rues Piroux et Crampel                                                                                            | 48° 41′ 25″ N, 6° 10′ 28″ E | 40                    | oui |
| 11 | Mazagran - Foch                  | Entrée Fnac, boulevard Foch | 48° 41′ 22″ N, 6° 10′ 35″ E | 32                    | oui |
| 12 | Saint-Sébastien - Saint-Thiébaut | Derrière le centre commercial, rue Saint-Thiébaut                                                                                          | 48° 41′ 19″ N, 6° 10′ 46″ E | 39                    | oui |
| 13 | Saint Nicolas - Charles III      | Angle des rues Saint-Nicolas et Charles III                                                                                                | 48° 41′ 16″ N, 6° 11′ 16″ E | 16                    | non |
| 14 | Faculté de Lettres               | place Godfroy de Bouillon | 48° 41′ 34″ N, 6° 10′ 07″ E | ??                    | oui |
| 15 | Port Sainte-Catherine            | Quai Sainte-Catherine, côté pont-levant | 48° 41′ 44″ N, 6° 11′ 26″ E | 16                    | non |
| 16 | Porte de la Craffe               | Place des Bourgets | 48° 41′ 55″ N, 6° 10′ 41″ E | 20                    | oui |
| 17 | Conservatoire - Manufacture      | face au Théâtre de la Manufacture, rue du Baron-Louis                                                                                      | 48° 41′ 45″ N, 6° 10′ 17″ E | 20                    | non |
| 18 | Gare Saint Léon                  | Gare de Nancy côté église Saint-Léon, rue Saint-Léon                                                                                       | 48° 41′ 22″ N, 6° 10′ 21″ E | 21                    | oui |
| 19 | Commanderie - Chalnot            | Caméo Commanderie, rue Pierre-Chalnot | 48° 41′ 13″ N, 6° 10′ 20″ E | 18                    | non |
| 20 | Porte St Nicolas                 | Rue Saint-Dizier | 48° 41′ 09″ N, 6° 11′ 10″ E | 19                    | non |
| 21 | Hôpital central                  | Entré principale, avenue du Maréchal-de-Lattre-de-Tassigny                                                                                 | 48° 41′ 00″ N, 6° 11′ 25″ E | 20                    | oui |
| 22 | Hôpital St Julien                | Bâtiment neurologie, rue Molitor | 48° 41′ 09″ N, 6° 11′ 34″ E | 16                    | non |
| 23 | Promenade des canaux             | Kinepolis, rue des Tiercelins | 48° 41′ 34″ N, 6° 11′ 47″ E | 20                    | non |
| 24 | 3 Maisons - Charles V            | Angle de la rue du Faubourg-des-Trois-Maisons et du boulevard Charles-V                                                                    | 48° 42′ 03″ N, 6° 10′ 37″ E | 23                    | oui |
| 25 | Place de la Commanderie          | Face au 13 place de la Commanderie | 48° 41′ 09″ N, 6° 10′ 03″ E | 18                    | non |

## VélOstan' park
Depuis juin 2011, cinq consignes collectives sont en service sur l'agglomération. Elles sont situées à proximité de pôles de correspondance du réseau de transport urbain :
- gares TER-Métrolor de Ludres, Houdemont et Jarville-la-Malgrange,
- parking-relais du CHU Brabois et d'Essey-Mouzimpré.

Le service est accessible gratuitement avec la carte SimpliCités.